# Miss Mundo 2002
Miss Mundo 2002 fue la 52.ª edición del certamen de Miss Mundo. Se llevó a cabo el 7 de diciembre de 2002 en el Alexandra Palace en Londres, Reino Unido. Inicialmente, se pensó que tendrá lugar en Abuya, Nigeria; pero, debido al conflicto en la cercana ciudad de Kaduna, el certamen se trasladó a Londres.
Un total de ochenta y ocho participantes de todo el mundo compitieron por la corona, varias concursantes boicotearon el desfile en protesta por la condena a muerte por lapidación determinado por un tribunal islámico de la Sharia a Amina Lawal, la mujer nigeriana acusada de adulterio. Fue la primera vez que el público pudo votar a través de mensajes de texto, esto, junto con las puntuaciones de los jueces, ayudó en la selección del top 20. Azra Akin, de Turquía, ganó el certamen, convirtiéndose en la primera representante turca en ser coronada Miss Mundo. Ella fue coronada por Miss Mundo 2001, Agbani Darego, de Nigeria.

## Resultados
Estos fueron los resultados finales en Miss Mundo 2002.
| Resultados finales      | Finalistas |
| ----------------------- | --- |
| Miss Mundo 2002         | - Turquía – Azra Akin |
| 1.ª finalista           | - Colombia – Natalia Peralta |
| 2.ª finalista           | - Perú – Marina Mora |
| 3.ª finalista           | - Noruega – Kathrine Sørland |
| 4.ª finalista           | - China – Wu Yingna |
| Finalistas (top 10)     | - Australia – Nicole Rita Gazal - Nigeria – Chinenye Ochuba - Filipinas – Katherine Anne Manalo - Estados Unidos – Rebekah Revels - Venezuela – Goizeder Azúa |
| Semifinalistas (top 20) | - Aruba – Rachelle Oduber - Bosnia y Herzegovina – Daniela Vinš - Curazao – Ayanette Statia - Holanda – Elise Boulogne - India – Shruti Sharma - Italia – Suzanne Zuber - Puerto Rico – Cassandra Polo - Rusia – Anna Tatarintseva - Vietnam – Phạm Thị Mai Phương - Yugoslavia – Ana Šargić |

Nota: El sitio oficial de la lista da a Noruega como 3.ª finalista y a China como 4.ª finalista. Pero la transmisión final de Miss Mundo solo ha anunciado la ganadora y dos finalistas.

### Reinas continentales
| Continente     | Candidata                    |
| -------------- | ---------------------------- |
| África         | - Nigeria – Chinenye Ochuba  |
| Las Américas   | - Colombia – Natalia Peralta |
| Asia y Oceanía | - China – Wu Yingna          |
| Caribe         | - Aruba – Rachelle Oduber    |
| Europe         | - Turquía – Azra Akın        |

### Premios especiales
| Premio                              | Concursante                       |
| ----------------------------------- | --------------------------------- |
| Miss Fotogénica                     | - Vietnam – Phạm Thị Mai Phương   |
| Mejor Diseñador del Vestido Mundial | - Turquía – Azra Akin             |
| Miss Talento                        | - Estados Unidos – Rebekah Revels |
| Beca de Miss Mundo                  | - Suazilandia – Nozipho Shabangu  |

## Candidatas
| - Albania - Anjeza Maja - Alemania - Indira Selmic - Angola - Rosa Mujinga Muxito - Antigua y Barbuda - Zara Razzaq - Argelia - Lamia Saoudi - Argentina - Tamara Henriksen - Aruba - Rachelle Oduber - Australia - Nicole Rita Gazal - Bahamas - T'Shura Ambrose - Barbados - Natalie Webb-Howell - Bélgica - Sylvie Doclot - Belice - Karen Russell - Bolivia - Alejandra Montero - Bosnia y Herzegovina - Daniela Vinš - Botsuana - Lomaswati Dlamini - Brasil - Taíza Thomsen - Bulgaria - Desislava Antoniya Guleva - Canadá - Lyndsey Bennett - Chile - Daniela Sofía Casanova Müller - China - Wu Yingna - Chipre - Angela Droudsioutou - Colombia - Natalia Peralta - Croacia - Nina Slamić - Curazao - Ayanette Statia - Ecuador - Jessica Angulo - Escocia - Paula Murphy - Eslovaquia - Eva Verešová - Eslovenia - Nataša Krajnc - España - Lola Alcocer - Estados Unidos - Rebekah Revels - Estonia - Triin Sommer - Filipinas - Katherine Anne Manalo - Finlandia - Hanne Hynnynen - Francia - Caroline Chamorand - Gales - Michelle Bush - Ghana - Shaida Buari - Gibraltar - Damaris Hollands - Grecia - Katerina Georgiadou - Guyana - Odessa Phillips - Holanda – Elise Boulogne - Hong Kong - Victoria Jane Jolly - Hungría - Renata Rosz - India - Shruti Sharma - Inglaterra - Daniella Luan | - Irlanda - Lynda Duffy - Irlanda del Norte - Gayle Williamson - Islas Vírgenes de los Estados Unidos - Hailey Cagan - Israel - Karol Lowenstein - Italia - Susanne Zuber - Jamaica - Danielle O'Hayon - Japón - Yuko Nabeta - Kazajistán - Olga Sidorenko - Kenia - Maryanne Kariuki - Letonia - Baiba Svarca - Líbano - Bethany Kehdy - Lituania - Oksana Semenišina - Macedonia, ARY - Jasna Spasovska - Malasia - Mabel Ng - Malta - Joyce Gatt - México - Blanca Zumárraga - Namibia - Ndapewa Alfons - Nicaragua - Hazel Calderón - Nigeria - Chinenye Ochuba - Noruega - Kathrine Sørland - Nueva Zelanda - Rachel Huljich - Panamá - Yoscelin Sánchez - Perú - Marina Mora - Polonia - Marta Matyjasik - Puerto Rico - Cassandra Polo - República Checa - Kateřina Smržová - Rumania - Cleopatra Popescu - Rusia - Anna Tatarintseva - Singapur - Sharon Cintamani - Sudáfrica - Nozipho Shabangu - Suecia - Sophia Hedmark - Suazilandia - Nozipho Shabangu - Tanzania - Angela Damas Mtalima - Tailandia - Ticha Leungpairoj - Trinidad y Tobago - Janelle Rajnauth - Turquía - Azra Akin - Ucrania - Iryna Udovenko - Uganda - Rehema Ni Nakuya - Uruguay - Natalia Figueras - Venezuela - Goizeder Azúa - Vietnam - Phạm Thị Mai Phương - Yugoslavia - Ana Šargić - Zimbabue - Linda van Beek |

## Países participantes

### Debuts
- Albania
- Argelia
- Vietnam

### Países y territorios que regresan
Última competido en 1991
- Belice

Última competido en 2000
- Bahamas
- Curazao
- Kazajistán
- Lituania

### Retiros
- Bangladés
- Islas Vírgenes Británicas
- República Dominicana
- Hawái
- Malawi
- Portugal
- San Martín

### Boicot
Participantes que boicotearon y no regresaron a la competencia:
- Austria - Celine Roschek
- Costa Rica - Shirley Álvarez
- Dinamarca - Masja Juel
- Islandia - Eyrún Steinsson
- Mauricio - Karen Alexandre
- Sri Lanka - Nilusha Gamage
- Suiza - Nadine Vinzens

Participantes que boicotearon y fueron reemplazadas por directores nacionales de sus respectivas naciones:
- Bélgica - Ann Van Elsen
- Alemania - Katrin Wrobel
- Italia - Pamela Camassa
- Sudáfrica - Karen Lourens
- Sudáfrica - Vanessa Carreira

Participantes que boicotearon en Londres:
- Canadá - Lynsey Ann Bennett
- Panamá - Yoscelin Sánchez
- España - Lola Alcocer
- Tahití - Rava Maiarii

Se retiró durante el certamen:
- Corea del Sur - Chang Yoo-kyoung

## Significado histórico
En el año previo a la final en Nigeria, varios titulares europeos presionaron a sus gobiernos y el Parlamento de la UE para apoyar la causa de Amina. Un número de participantes siguió el ejemplo de Kathrine Sørland de Noruega en el boicot a la competencia (a pesar de la controversia Sørland pasaría a convertirse en uno de los semifinalistas, tanto en el certamen de Miss Mundo como en el de Miss Universo), mientras que otros, como Costa Rica fueron instruidos por sus gobiernos y parlamentos nacionales a no asistir al concurso. Entre las otras naciones que boicotearon, estuvieron Dinamarca, España, Suiza, Panamá, Bélgica y Kenia. Hubo más controversia sobre la supuesta participación suspendida de Francia y Sudáfrica, que puede o no puede haber sido debido al boicot. Por su parte, Lawal pidió que los concursantes no suspenden su participación en el concurso, diciendo que era por el bien de su país y que podrían, como el representante de Suecia había comentado antes, hacer un caso mucho más fuerte para ella en el terreno en Nigeria.
A pesar de la presencia internacional cada vez mayor el boicot fue cosechando en la prensa mundial, el concurso se adelantó en Nigeria después de haber sido reprogramado para evitar el Ramadán, con muchas naciones prominentes enviar delegadas. Osmel Sousa de Venezuela, uno de los directores nacionales más influyentes del mundo, dijo la famosa frase «No hay ninguna duda al respecto (sobre la participación de Miss Venezuela en el concurso)». El problema no termina allí, sin embargo, ThisDay editorial de un periódico de Lagos, Nigeria afirmó que Mahoma, probablemente habría elegido una de sus esposas de entre los concursantes de haber estado vivo para verlo, lo que dio lugar a disturbios interreligiosos que se iniciaron el 22 de noviembre en el que más de 200 personas fueron asesinadas en la ciudad de Kaduna, junto con muchas casas de culto siendo quemadas por fanáticos religiosos. Debido a estos disturbios, el certamen de 2002 se trasladó a Londres, tras los informes de amplia circulación que las representantes de Canadá y Corea del Sur supuestamente se habría retirado del concurso y regresado a sus respectivos países, a causa de las preocupaciones de seguridad. Una fatwa instando a la decapitación de la mujer que escribió las palabras ofensivas, Isioma Daniel, se publicó en Nigeria, pero fue declarada nula por las autoridades saudíes pertinentes. Tras el desfile de regresar a Inglaterra, muchos de las concursantes del boicot eligieron asistir, incluyendo Miss Noruega, Kathrine Sørland, quien irónicamente fue desviado en los últimos días como la candidata favorito número uno para la corona que había boicoteado previamente.